# Morayma
Morayma (« Petite Maryam » en arabe andalou,) est née à Loja en 1467 et morte en 1493 à Laujar de Andarax. Elle est la dernière reine de Grenade et l'épouse de Muhammad XII de Grenade.

## Biographie

### Origines
Morayma est la fille d'Aliatar, seigneur de Xagra et alcaïde de Loja et général du royaume de Grenade. Elle est décrite par ses contemporains comme une femme pieuse et d'une grande beauté.

### Reine de Grenade
En 1482, à l'âge de quinze ans, elle épouse Boabdil, le dernier roi de la dynastie nasride de Grenade. Quelques jours après le mariage seulement, Muley Hacén, son beau-père, fait emprisonner son fils Boabdil à la suite de son alliance avec les chrétiens et fait de même avec Morayma dans une petite maison avec un verger et un jardin près de Cuesta del Chapiz.
À la suite de la bataille de Lucena contre les castillans et où son père trouve la mort, Boabdil est de nouveau fait prisonnier et est gardé en captivité à Porcuna. Ferdinand II d'Aragon a néanmoins par la suite libéré Boabdil, qui a alors reçu le surnom de Al-Zugabi « le malheureux », à condition que ses enfants soient gardés en tant qu'otages. Elle ne revoit ses trois enfants, Aixa, Ahmed et Yusef, qu'en 1492 après la prise de Grenade. À la suite de la défaite andalouse face aux troupes espagnoles, Morayma suit son époux en exil à Laujar de Andarax et meurt juste avant leur départ pour Fès en 1493.

## Postérité
- En 1832 Washington Irving en fait un des personnages principaux de ses Contes de l'Alhambra[6].